# بلدية الشميسي
بلدية الشميسي هي إحدى بلديات مدينة الرياض في المملكة العربية السعودية.

## الأحياء التابعة لها
- حي صياح
- حي الجرادية
- حي الشميسي
- حي أم سليم
- حي الوشام
- حي النموذجية
- حي المؤتمرات
- حي المعذر
- حي الشرفية
- حي الناصرية
- حي الفاخرية
- حي عليشة
- حي البديعة
- حي الرفيعة
- حي الهدا.[1][2]